# Joe Litchfield
Joe Richard Litchfield (* 8. Juli 1998 in Chesterfield, Derbyshire) ist ein britischer Schwimmer. Er erschwamm bei Weltmeisterschaften eine Gold- und eine Bronzemedaille auf der 50-Meter-Bahn. Bei Europameisterschaften erhielt er dreimal Gold und einmal Silber auf der Langbahn. Bei Commonwealth Games gewann er einmal Silber und einmal Bronze.

## Sportliche Karriere
Joe Litchfield schwamm für die City of Sheffield Swim Squad und für die Loughborough University. Sein Vater Peter Litchfield war Fußballspieler, sein Bruder Max Litchfield war auch als Schwimmer erfolgreich.

### 2015 bis 2021
Bei den im Rahmen der Europaspiele 2015 in Baku ausgetragenen Junioreneuropameisterschaften 2015 schwamm Litchfield im Vorlauf der 4-mal-100-Meter-Lagenstaffel, die Briten gewannen im Finale Silber. 2016 wurde Litchfield Junioreneuropameister über 200 Meter Lagen. Über 400 Meter Lagen schwamm er auf den vierten Platz.
2017 belegte Litchfield den dritten Platz über 200 Meter Lagen bei der Universiade in Taipeh. Im April 2018 bei den Commonwealth Games in Gold Coast wurde Litchfield über 200 Meter Lagen und über 200 Meter Schmetterling Zehnter im Vorlauf. Über 400 Meter Lagen erreichte er das Finale und belegte den sechsten Platz.
2019 bei der Universiade in Neapel wurde Litchfield Zweiter über 200 Meter Lagen. Ende des Jahres bei den Kurzbahneuropameisterschaften in Glasgow startete Litchfield in sieben Disziplinen und erreichte viermal das Finale. Die 4-.mal-50-Meter-Freistilstaffel mit Scott McLay, Joe Litchfield, James Guy und Duncan Scott belegte den vierten Platz mit 0,32 Sekunden Rückstand auf das italienische Quartett. Über 200 Meter Lagen wurde Litchfield Achter und über 100 Meter Lagen Siebter. Schließlich belegte er den fünften Platz über 50 Meter Rücken.
Wegen der COVID-19-Pandemie wurden die für 2020 geplanten Veranstaltungen größtenteils auf 2021 verschoben. Bei den Europameisterschaften in Budapest im Mai 2021 erhielt Litchfield eine Silbermedaille für seinen Vorlaufeinsatz in der 4-mal-100-Meter-Freistilstaffel. In der 4-mal-100-Meter-Lagenstaffel trat er ebenfalls im Vorlauf an und war damit am Gewinn der Goldmedaille beteiligt. Zwei weitere Goldmedaillen erhielt Litchfield für Vorlaufeinsätze in der 4-mal-200-Meter-Mixed-Freistilstaffel und in der 4-mal-100-Meter-Mixed-Lagenstaffel. Zwei Monate später bei den Olympischen Spielen in Tokio schied die 4-mal-100-Meter-Freistilstaffel mit Matthew Richards, James Guy, Joe Litchfield und Jacob Whittle als neuntschnellste Staffel im Vorlauf aus, zum Weiterkommen fehlten 0,05 Sekunden. Über 200 Meter Lagen schwamm Litchfield die 34. Zeit der Vorläufe.

### 2022 bis 2024
Im Juni 2022 bei den Weltmeisterschaften in Budapest gewann die 4-mal-200-Meter-Freistilstaffel mit James Guy, Jacob Whittle, Joe Litchfield und Tom Dean die Bronzemedaille hinter der Staffel aus den Vereinigten Staaten und den Australiern. Einen Monat später bei den Commonwealth Games in Birmingham wurde Litchfield Achter über 200 Meter Freistil. Die englische 4-mal-200-Meter-Freistilstaffel in der gleichen Besetzung wie die britische Staffel bei den Weltmeisterschaften wurde Zweite hinter den Australiern.
2023 bei den Weltmeisterschaften in Fukuoka qualifizierte sich die 4-mal-200-Meter-Freistilstaffel mit Matthew Richards, Tom Dean, Duncan Scott und Joe Litchfield mit der viertbesten Vorlaufzeit für den Endlauf. Im Finale waren Scott, Richards, James Guy und Tom Dean über sieben Sekunden schneller als die Vorlaufstaffel und gewannen mit fast einer Sekunde Vorsprung vor dem Quartett aus den Vereinigten Staaten. Ende des Jahres bei den Kurzbahneuropameisterschaften in Otopeni verpasste Litchfield als Vierter über 200 Meter Lagen die Bronzemedaille um 0,08 Sekunden. Über 100 Meter Lagen fehlten ihm als Fünftem 0,12 Sekunden.
2024 bei den Weltmeisterschaften in Doha erreichte die 4-mal-200-Meter-Freistilstaffel Matthew Richards, Jack McMillan sowie Max und Joe Litchfield das Finale mit der sechstbesten Vorlaufzeit. Im Endlauf belegten Duncan Scott, Matthew Richards, Max Litchfield und Jack McMillan den vierten Platz, hatten aber drei Sekunden Rückstand auf die Medaillenränge. Fünf Monate später bei den Olympischen Spielen in Paris qualifizierte sich die 4-mal-100-Meter-Lagenstaffel mit Oliver Morgan, Adam Peaty, Joe Litchfield und Matthew Richards mit der fünftschnellsten Vorlaufzeit für das Finale. Im Endlauf waren Morgan, Peaty, Duncan Scott und Richards zweieinhalb Sekunden schneller und belegten den vierten Platz mit über einer Sekunde Rückstand auf die Medaillenränge. In der 4-mal-100-Meter-Mixed-Lagenstaffel erreichten Kathleen Dawson, James Wilby, Joe Litchfield und Anna Hopkin das Finale mit der fünftbesten Vorlaufzeit. Im Endlauf schwammen Dawson, Wilby, Duncan Scott und Hopkin auf den siebten Platz.